# Mk 12型魚雷
Mk 12型魚雷是一種美國海軍在二戰期間使用的驅逐艦發射反水面戰艦魚雷，由美國海軍魚雷站研發和生產，生產共200枚魚雷。Mk 12型魚雷和Mk 11型魚雷差不多，但其高速設置的速度較低，分別為44節和46節。